# (200026) 2007 PD2
(200026) 2007 PD2 es un asteroide perteneciente al cinturón exterior de asteroides, descubierto el 7 de agosto de 2007 por el equipo del Observatorio Farpoint desde el Observatorio Farpoint, Kansas, Estados Unidos.

## Designación y nombre
Designado provisionalmente como 2007 PD2.

## Características orbitales
2007 PD2 está situado a una distancia media del Sol de 3,207 ua, pudiendo alejarse hasta 3,445 ua y acercarse hasta 2,969 ua. Su excentricidad es 0,074 y la inclinación orbital 2,531 grados. Emplea 2098,27 días en completar una órbita alrededor del Sol.

## Características físicas
La magnitud absoluta de 2007 PD2 es 15,6. Tiene 4746 km de diámetro y su albedo se estima en 0,041.